# 데이비드 딕슨
데이비드 딕슨(David Dickson; 1583년 - 1663년 ) 은 스코틀랜드 교회의 목사이며 신학자이다.
웨스트민스터 신앙고백에 대한 주석( '오류를 이겨내는 진리')을 썼으며 특히 언약 신학 중에서 구속의 언약 즉, 성부 하나님과 성자 하나님과의 타락 전 선택에 대한 글로 많은 영향을 미쳤다.
1643년 웨스트민스터 총회에서 알렉산더 헨더슨, 데이비드 칼더우드와 함께, '공예배를 위한 지침'을 작성하는 데에 참여하였다. 또한, <구원얻는 지식의 요약>을 글라스고의 교수직을 제임스 더램 다음으로 임직하면서 그와 함께 저작에 참여하였다.

## 저서
- 'Praelectiones in Confessionem Fidei. Truth's Victory over Error,' 1684.
- Therapeutica Sacra (Edinburgh, 1656) (거룩한 치료)
- The Summe of Saving Knowledge : 웨스트민스터 신앙고백 표준의 신학
- 히브리서 주석
- 사도들의 모든 서신서 주석
- 마태복음 주석( 스펄젼, 조엘 비키 추천)
- 시편 주석

### 관련 논문
- 데이빗 딕슨의 구속언약의 특징과 그 영향 ( 우병훈, 개혁신학회, 2015)
- The Decree of Redemption i in effect a Covenant: David Dickson And the Covenant of Redemption ( Carol A. Williams ; Calvin Theological Seminary, May, 2005)